# Информационное самоопределение
Термин информационное самоопределение был впервые использован в контексте решения германского конституционного суда относительно личной информации, собранной в ходе переписи 1983 года. По этому случаю Германский Федеральный Конституционный Суд постановил, что:

«[…] в контексте современной обработки данных, защита индивидуума от неограниченного сбора, хранения, использования и раскрытие его/её личных данных гарантируется общими правами личности, изложенными в Конституции. Это основное право гарантирует в данном отношении способность индивидуума определять в принципе раскрытие и использование его/её личных данных. ограничения этому информационному самоопределению допускаются только в случае серьёзного затрагивания интересов общественности.»
— BVerfGE 65, 1
Информационное самоопределение часто рассматривается как сходное с правом на частную жизнь, но у него есть уникальные характеристики, отличающие его от права на частную жизнь в традиции Соединенных Штатов. Информационное самоопределение отражает описание частного у Уэстина: «Право индивидуума решать, какой информации о нем следует быть переданной другим и при каких обстоятельствах» (Westin, A., Privacy and Freedom, New York: Atheneum, 1970). В противоположность этому, «право на частную жизнь» в юридической традиции Соединенных Штатов, как обычно считается, восходит к статье Уоррена и Брэндейса, в фокусе которой право на «одиночество» (на «оставление в покое»), и к Четвертой Поправке Конституции, защищающей людей и их имущество от несанкционированного обыска.
Информационное самоопределение также рассматривается в контексте права на забвение. 

## О конфиденциальности
Уведомления о конфиденциальности — это инструменты, которые используются для обучения людей правилам обращения с их личными данными, их правам как субъектов данных, а также предоставления любой другой информации, требуемой законами о защите данных или конфиденциальности. Вопреки распространенному мнению, законы Европейского Союза о защите данных не требуют от организаций размещать уведомление о конфиденциальности на своих веб-сайтах. Хотя такие уведомления кажутся логическими побочными продуктами законов о защите данных и конфиденциальности, которые требуют, чтобы люди были достаточно информированы об обработке их личных данных, эти уведомления не являются обязательными по закону.